# Sven Keßler

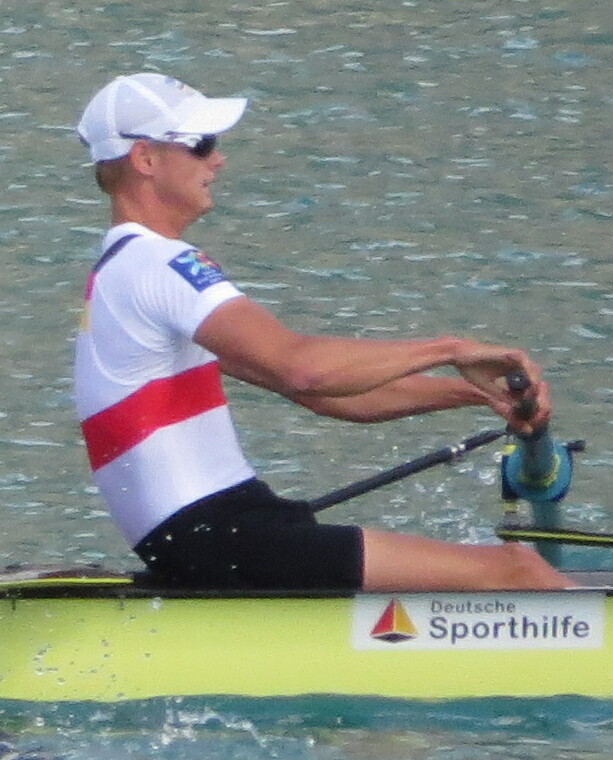
Sven Keßler im Halbfinale bei den Weltmeisterschaften 2015

Sven Keßler (* 22. März 1991 in Gießen) ist ein ehemaliger deutscher Leichtgewichts-Ruderer. Er gewann bei Weltmeisterschaften eine Gold- und eine Bronzemedaille. Bei Europameisterschaften erruderte er eine Bronzemedaille.

## Sportliche Karriere
Der 1,90 Meter große Sven Keßler startete für die Frankfurter Rudergesellschaft Germania 1869.
Bei den U23-Weltmeisterschaften 2012 und 2013 belegte Keßler jeweils den fünften Platz mit dem Leichtgewichts-Vierer ohne Steuermann. Bei den Weltmeisterschaften 2014 in Amstelveen siegte er mit dem Leichtgewichts-Achter mit zweieinhalb Sekunden Vorsprung vor den Italienern. 2015 ruderte er bei den Europameisterschaften in Posen zusammen mit Jonas Kilthau im Leichtgewichts-Zweier ohne Steuermann. Die beiden wurden Dritte mit sechs Sekunden Rückstand auf die Briten und die Franzosen und 0,27 Sekunden Vorsprung auf die viertplatzierten Spanier. Drei Monate später bei den Weltmeisterschaften auf dem Lac d’Aiguebelette trat Keßler im Leichtgewichts-Vierer an, belegte aber als Sieger des C-Laufs nur den 13. Platz. 2016 erreichte Keßler zusammen mit Julius Peschel bei den Europameisterschaften den fünften Platz im Leichtgewichts-Zweier. Die beiden traten auch bei den Weltmeisterschaften an und wurden Achte. 2017 bei den Weltmeisterschaften in Sarasota ruderten Patrik Stöcker, Sven Kessler, Jonathan Koch und Julius Peschel im Leichtgewichts-Vierer auf den dritten Platz hinter den Italienern und den Russen.
2014 wurde der Frankfurter Vierer ohne Steuermann und ohne Gewichtsbeschränkung deutscher Meister in der Besetzung Jonathan Koch, Sven Keßler, Jonas Kilthau und Sascha Robertson, wobei der zweite Platz an das zweite Boot des Vereins ging. 2015 verteidigten Koch, Keßler, Kilthau und Tobias Schad den Titel für die Rudergesellschaft, der zweite Vierer aus Frankfurt belegte diesmal den dritten Platz. 2017 gewann Keßler zusammen mit Patrik Stöcker den deutschen Meistertitel im Leichtgewichts-Zweier.